# Stanford Dingley
Stanford Dingley – wieś w Anglii, w hrabstwie ceremonialnym Berkshire, w dystrykcie (unitary authority) West Berkshire. Leży nad rzeką Pang, 14 km na zachód od centrum miasta Reading i 73 km na zachód od centrum Londynu. W 2001 miejscowość liczyła 209 mieszkańców.
W miejscowości tej zmarł Eric Green, mistrz olimpijski w hokeju na trawie z 1908 roku (umarł w 1972 roku w wieku 94 lat).